# Zenopontonia
Genre
Zenopontonia est un genre de crevettes de la famille des Palaemonidae et qui regroupe des espèces qui vivent souvent en symbiose avec des animaux plus grands.

## Liste des espèces
Selon World Register of Marine Species (31 décembre 2018) :
- Zenopontonia noverca (Kemp, 1922)
- Zenopontonia rex (Kemp, 1922)
- Zenopontonia soror (Nobili, 1904)

## Publication originale
- Bruce, 1975 : Notes on some Indo-Pacific Pontoniinae, XXV. Further observations upon Periclimenes noverca Kemp, 1922, with the designation of a new genus Zenopontonia, and some remarks upon Periclimenes parasiticus Borradaile (Decapoda Natantia, Palaemonidae). Crustaceana, vol. 28, pp. 275-285 (introduction) (en).